# Парк Монсо
Парк Монсо је јавни парк и налази се у 8. арондисману у Паризу, у Француској, на раскрсници Boulevard de Courcelles, Rue de Prony и Rue Georges Berger. На главном улазу је ротонда. Парк се простире на површини од 8,2 хектара.

## Историја

### Хир војводе од Шартреа
Парк је основао Филип Орлеански, војвода од Шартреа, рођак краља Луја XVI, изузетно богат, активан у дворској политици и друштву. 1769. године започео је куповину земље на којој се налази парк. 1778. године одлучио је да створи јавни парк и запослио је писца и сликара Луја Кармонтела да дизајнира вртове.
Војвода је био близак пријатељ принца од Велса, касније Џорџа IV, и љубитељ свега енглеског. Намера му је била да створи оно што се тада називало англо-кинеским или енглеским парком, по ранијем моделу куће Стоув у Енглеској (1730–1738), са примерима архитектонског хира или фантастичним реконструкцијама зграда различитих доба и континената. По стилу је био сличан неким француским пејзажним вртовима изграђеним отприлике у исто време, укључујући Пустињу Ре (Désert de Retz), вртове дворца Багател и Фоли Сент Џејмс.
Кармонтел је запослио немачког пејзажног архитекту по имену Етикхаусен и војводиног архитекту Бернарда Поајеа да граде каприце (архитектонске хирове). Намера врта била је да изненади и зачуди посетиоце. Овај циљ је Кармонтел јасно изрекао: „Није неопходно да вртови или природа буду представљени у најугоднијим облицима. Уместо тога, потребно је сачувати шарм на који неко наиђе улазећи у парк и обнављати га са сваким кораком, тако да ће посетилац у души имати жељу да сваки дан поново посети врт и да га поседује за себе. Права уметност је знати како задржати посетиоце тамо, кроз разне предмете, у супротном ће отићи у право село да пронађу оно што би требало наћи у овом парку; слику слободе“. .
Парк који је дизајнирао Кармонтел завршен је 1779. Садржао је минијатурну древну египатску пирамиду, римску колонаду, античке статуе, језерце са локвањима, татарски шатор, сеоску кућу, холандску ветрењачу, храм Марса, минарет, италијански виноград, зачарану пећину и „готичку зграду која служи као хемијска лабораторија“, како је описао Кармонтел. Уз остале хирове, у врту су се налазиле слуге одевене у оријенталне и друге егзотичне костиме и необичне животиње, попут камила.
Иако је овај хир често описиван као англо-кинески или енглески парк, његов архитекта Кармонтел имао је сасвим другачији став. У свом делу, Парк Монсо, близу Париза, (1779), написао је: „Уопште није био замишљен као енглески врт у Монсеу, већ управо оно што су критичари рекли; окупити у један врт сва времена и сва места. Једноставно је фантазија, имати изванредан парк, чисту забаву, а нимало жељу за опонашањем нације која када прави „природни“ врт користи ваљак по свим зеленим површинама и квари природу.“
Како су се вртне моде мењале, шкотски пејзажни баштован Томас Блејки 1781. године делове парка преуредио је у традиционалнији енглески пејзажни стил. 1787. године уз северни руб врта саграђен је нови градски зид фармера који су плаћали таксу, Mur des Fermiers généraux, заједно са кружном ротондом у облику класичног дорског храма. Приземље храма коришћено је као царинарница, док је на спрату био стан са погледом на башту резервисан за војводу.
Иако је војвода био присталица идеја Француске револуције и чак је гласао као члан Скупштине за погубљење сопственог рођака Луја XVI, то га није спасило. Гиљотиниран је током Јакобинске диктатуре 1793. године, а парк је национализован.
1797. године, Парк Монсо је био место првог падобранског скока, када је Андре-Жак Гарнерен скочио из Монголфјеовог балона са топлим ваздухом, слетевши у парк где се окупио велики број посматрача.

### Парк барона Османа
Након што је монархија обновљена, парк је враћен породици војводе. Током Другог царства, породица је продавала парцеле у парку продавцима некретнина, који су градили луксузне градске куће, смањујући величину парка за пола. Преостали део парка купио је град Париз 1860. године. Од првобитних хирова остали су само рибњак са локвањима, поток и фантастичне „гробнице“, укључујући египатску пирамиду.
Године 1860. град је купио парк, а августа 1861. Парк Монсо постао је први нови јавни парк у Паризу који је створио барон Осман у оквиру велике трансформације Париза коју је започео цар Луј Наполеон. Две главне улице биле су постављене од истока према западу и од севера према југу, састајући се у центру парка, а алеје унутар парка су проширене и поплочане, тако да су кочије могле да возе парком. Украсна капија висока 8,3 м је постављена дуж новостворене авеније, boulevard Malesherbes, закривљене стазе су постављене око парка за шетњу. Павиљон де Шартре такође је модификовао архитекта Гебријел Давју, који је грациозну класичну куполу додао структури. Такође је саградио мост по узору на мост Риалто у Венецији преко потока да би заменио кинески мост који је некада био тамо. Сачувао је остале каприце преостале из првобитне баште. Осман је украсио парк богатом колекцијом егзотичног дрвећа и цвећа из целог света.
1871. године, након пада Луја Наполеона, и последичног устанка, а затим и сламања Париске комуне, парк је био место масакра комунара од стране војних трупа.
Клод Моне је насликао серију од три слике парка у пролеће 1876. Нацртао је још три слике парка 1878. године. Ектор Берлиоз је такође волео парк.
Током Треће републике, Парк Монсо је био украшен многим статуама писаца и музичара; посебно статуа Мопасана (1897); Пејлорон - Леополда Бернстама (1906); Мизе (1906), статуа која је првобитно стајала на тргу Комеди франсез; Гуно (1902); Шопен (1906) и др. Аркада старе Градске куће Париза, који су Комунари спалили 1871. године, постављена је близу колонаде Кармонтела.

## Карактеристике
Парк је необичан у Француској због свог „енглеског“ стила: неформални распоред, закривљене стазе и насумично постављени кипови разликују га од традиционалнијег парка у француском стилу. Садржи колекцију умањених архитектонских карактеристика или лудости; укључујући египатску пирамиду, кинеску тврђаву, холандску ветрењачу и коринтске стубове. Неки од њих су масонске референце, што одражава чињеницу да је Филип Орлеански био водећи слободни зидар. Парк Монсо укључује и статуе познатих француских личности.
Данас парк има игралишта за децу и веома је популаран међу локалним становницима и њиховим породицама. Локација је активно бесплатно подручје за Вај-фај, за кориснике којима треба приступ Интернету.
Парк Монсо отворен је свакодневно од изласка до заласка сунца, са продуженим радним временом у летњим месецима. Постоји девет улазних врата које надгледа чувар парка пете генерације који живи изнад краљевске ротонде на северном улазу. Парк је наведен као полуприватни разред II, а шест приватних резиденција смештених директно у парку има двадесетчетворочасовни приступ терену.